# Benigno Montoya Muñoz
Benigno Montoya Muñoz (1865 - 1929) va ser un constructor d'esglésies, escultor i pintor mexicà; és considerat com un dels més importants escultors de pedrera del nord de Mèxic.
Va néixer a Trancoso, Zacatecas, el 13 de febrer de 1865, però va viure gairebé tota la seva vida a Victoria de Durango. Es va formar en la tradició familiar i la seva obra s'estén principalment a l'art sacre, especialment a l'escultura funerària. A Durango, va construir el temple de la nostra Senyora dels Àngels, el xiprer de la capella de l'Arquebistbat, el xiprer principal i la portada oriental de l'església de Sant Agustí, la capella del seminari, avui temple de Sant Martí de Porres; va posar les torres de les esglésies d'Analco i de la nostra Senyora del Refugi i va llaurar la cantería que adorna el Teatre Ricardo Castro.
A Mapimí treballà al costat del seu pare, Jesús Montoya, en la reconstrucció de la parròquia de Santiago Apòstol; a Valle d'Allèn, Chihuahua, Jesús, el seu fill Benigne i el seu germà Matías Montoya construeixen el nou altar per a la parròquia de San Miguel. Segons informació proporcionada pels descendents dels picapedrers Montoya i seguint la petjada de l'estil, Benigne montoya és l'autor de la cantería que ornamenta la Quinta Gameros de la ciutat de Chihuahua.
Al panteó civil de Durango, anomenat "Panteó d'Orient", es troba el Museu d'Art Funerari "Benigno Montoya Muñoz", que conté un important nombre de les seves obres funeràries. El museu és el primer d'aquestes característiques personals a Mèxic.